# Getterum, Västerviks kommun
Getterum är en by ca fyra km söder om Hjorted i Västerviks kommun. 
Byns namn kan härstamma från "gete" eller "geta" som betyder betesplats. I området finns många fornlämningar och byn har troligen varit bebodd sedan stenåldern. Byn präglas av grusåsar med mellanliggande betesängar och på en av åsarna bredvid Getterums bygdegård finns den gamla marknadsplatsen som sedan 1840-talet årligen hyser Getterums marknad.
Före utbyggnaden av kustvägen (nuvarande E22) i början av 1960-talet gick dåvarande riksfyran genom byn.
Genom Getterum går idag den sydligaste etappen av vandringsleden Tjustleden.